# 3132 Landgraf
3132 Landgraf è un asteroide della fascia principale del diametro medio di circa 26,8 km. Scoperto nel 1940, presenta un'orbita caratterizzata da un semiasse maggiore pari a 3,1502539 UA e da un'eccentricità di 0,1198147, inclinata di 4,45577° rispetto all'eclittica.
L'asteroide è dedicato all'astronomo tedesco Werner Landgraf.